# Кубок Йорданії з футболу
Кубок Йорданії з футболу (араб. كأس الأردن) — футбольний клубний турнір в Йорданії, який проводиться під егідою Футбольної асоціації Йорданії. Переможець змагання представляє країну у Кубку АФК.

## Формат
У турнірі беруть участь команди з Про-Ліги, а також Дивізіону 1 та Дивізіону 2. Розіграш кубка проводиться у два етапи. Спочатку змагання у групах, де команди проводять по одному матчу між собою, а потім плей-оф, де команди визначаються переможця турніру. У плей-оф переможець пари визначається за підсумками двох матчів: вдома та на виїзді. Фінал складається з одного матчу.

## Фінали
| Сезон   | Чемпіон              | Рахунок                                          | Фіналіст                                         |
| ------- | -------------------- | ------------------------------------------------ | ------------------------------------------------ |
| 1980    | Аль-Файсалі          | 3–1                                              | Аль-Бакаа                                        |
| 1981    | Аль-Файсалі          | 1–0                                              | Аль-Рамта                                        |
| 1982    | Аль-Вахдат           | 1–0                                              | Аль-Рамта                                        |
| 1983    | Аль-Файсалі          | 2–0                                              | Аль-Рамта                                        |
| 1984    | Аль-Джазіра          | 1–0                                              | Аль-Аглі                                         |
| 1985    | Аль-Вахдат           | 1–1 пен. 4–3                                     | Аль-Файсалі                                      |
| 1986    | Аль-Арабі            | 1–0                                              | Аль-Джазіра                                      |
| 1987-88 | Аль-Файсалі          | 2–1                                              | Аль-Гуссейн (Ірбід)                              |
| 1988-89 | Аль-Діффатаїн        | 2–0                                              | Аль-Файсалі                                      |
| 1989-90 | Аль-Файсалі          | 2–1                                              | Аль-Рамта                                        |
| 1990-91 | Аль-Рамта            | 2–1                                              | Аль-Гуссейн (Ірбід)                              |
| 1991-92 | Аль-Рамта            | 1–0                                              | Аль-Вахдат                                       |
| 1992    | Аль-Файсалі          | переможець кубку визначався у групі з 4-х команд | переможець кубку визначався у групі з 4-х команд |
| 1993    | Аль-Файсалі          | 3–1                                              | Аль-Рамта                                        |
| 1993-94 | Аль-Файсалі          | 3–0                                              | Аль-Рамта                                        |
| 1994-95 | Аль-Файсалі          | 4–0                                              | Аль-Рамта                                        |
| 1996    | Аль-Вахдат           | 0–0 дч пен. 3–1                                  | Аль-Рамта                                        |
| 1997    | Аль-Вахдат           | 2–1                                              | Аль-Рамта                                        |
| 1998    | Аль-Файсалі          | 2–1                                              | Аль-Вахдат                                       |
| 1999    | Аль-Файсалі          | 0–0 дч пен. 5–4                                  | Аль-Вахдат                                       |
| 2000    | Аль-Вахдат           | 2–0                                              | Аль-Файсалі                                      |
| 2001    | Аль-Файсалі          | 2–0                                              | Аль-Гуссейн (Ірбід)                              |
| 2002-03 | Аль-Файсалі          | 2–0                                              | Аль-Гуссейн (Ірбід)                              |
| 2003-04 | Аль-Файсалі          | 3–1                                              | Аль-Гуссейн (Ірбід)                              |
| 2004-05 | Аль-Файсалі          | 3–0                                              | Шабаб Аль-Хуссейн                                |
| 2005-06 | Шабаб Аль-Ордон      | 2–1                                              | Аль-Файсалі                                      |
| 2006-07 | Шабаб Аль-Ордон      | 2–0                                              | Аль-Файсалі                                      |
| 2007-08 | Аль-Файсалі          | 2–1                                              | Шабаб Аль-Ордон                                  |
| 2008-09 | Аль-Вахдат           | 3–1 дч                                           | Шабаб Аль-Ордон                                  |
| 2009-10 | Аль-Вахдат           | 1–0                                              | Аль-Арабі                                        |
| 2010-11 | Аль-Вахдат           | 3–1                                              | Маншеят Бані Хасан                               |
| 2011-12 | Аль-Файсалі          | 1–0                                              | Маншеят Бані Хасан                               |
| 2012-13 | Тат Рас              | 2–1                                              | Аль-Рамта                                        |
| 2013-14 | Аль-Вахдат           | 2–0                                              | Аль-Бакаа                                        |
| 2014-15 | Аль-Файсалі          | 2–1                                              | Тат Рас                                          |
| 2015-16 | Аль-Аглі             | 1–0                                              | Шабаб Аль-Ордон                                  |
| 2016-17 | Аль-Файсалі          | 1–1 дч пен. 4-2                                  | Аль-Джазіра                                      |
| 2017-18 | Аль-Джазіра          | 2–0                                              | Шабаб Аль-Ордон                                  |
| 2018-19 | Аль-Файсалі          | 2–0                                              | Аль-Рамта                                        |
| 2020    | турнір не проводився | турнір не проводився                             | турнір не проводився                             |
| 2021    | Аль-Файсалі          | 1–0                                              | Аль-Салт                                         |
| 2022    | Аль-Вахдат           | 1–0                                              | Шабаб Аль-Акаба                                  |
| 2023-24 | Аль-Вахдат           | 2–1                                              | Аль-Гуссейн                                      |
| 2024-25 | Аль-Вахдат           | 0–0 пен. 3–1                                     | Аль-Гуссейн                                      |

## Титули за клубами
| Команда         | Кількість |
| --------------- | --------- |
| Аль-Файсалі     | 21        |
| Аль-Вахдат      | 13        |
| Аль-Рамта       | 2         |
| Шабаб Аль-Ордон | 2         |
| Аль-Джазіра     | 2         |
| Аль-Арабі       | 1         |
| Тат Рас         | 1         |
| Аль-Аглі        | 1         |